# عثمان یکم
عثمان یکم یا عثمان غازی (ترکی عثمانی: عثمان غازی؛ درگذشت ۱۳۲۳/۴) بنیان‌گذار امپراتوری عثمانی (نخست با نام بیگ‌نشین یا امارات عثمانی) بود. سلسلهٔ او پس از مرگش رفته رفته از یک بیگ‌نشین کوچک ترکمان، به یک امپراتوری جهانی تبدیل شد و تا اندکی پس از پایان جنگ جهانی اول پابرجا ماند.
به دلیل کمبود منابع تاریخی مربوط به زمان حیات او، اطلاعات واقعی بسیار کمی در مورد عثمان باقی مانده است. از زمان سلطنت عثمان حتی یک منبع مکتوب باقی نمانده است. حاکمان عثمانی نیز تنها در قرن پانزدهم، قریب به صد سال پس از مرگ عثمان، و پس از پاکسازی کامل رقبا شروع به جمع‌آوری زندگی‌نامه او کردند. به همین دلیل، مورخان تمایز دادن بین واقعیت و اسطوره را، در داستان‌ها و روایت‌های بسیاری که دربارهٔ او گفته شده است، بسیار چالش‌برانگیز می‌دانند. یکی از مورخان حتی تا آنجا پیش رفته که این تمایز قائل شدن را غیرممکن دانسته و دوره زندگی عثمان را «سیاه‌چاله» توصیف کرده است.
طبق منابع متأخر عثمانی، اجداد عثمان از نوادگان قبیله ترکمن قایی بودند. اما بسیاری از محققین اولیه عثمانی، این را ساختگی می‌دانند و معتقدند که این در دوران متاخر، به منظور تقویت مشروعیت سلسله، نوشته شده است.
حکومت عثمانی یکی از چندین بیگ‌نشین آناتولی بود که در نیمه دوم قرن سیزدهم میلادی ظهور کرد. امارت عثمان در منطقه بیتینی، واقع در شمال آسیای صغیر، واقع شده بود. او در آنجا موقعیت مناسبی برای حمله به امپراتوری آسیب‌پذیر بیزانس پیدا کرد و تهاجمات علیه این امپراتوری را آغاز کرد. این حملات در زمان جانشینانش نیز ادامه یافت تا زمانی که امپراتوری بیزانس توسط محمد دوم ساقط شد.

## نام
برخی تاریخ نگاران نام او را نامی ترکی و احتمالاً آتمان یا آتامان دانسته‌اند که بعدها به عثمان با ریشه عربی تغییر داده شده است. قدیمی‌ترین منابع بیزانسی، از جمله جورج پاکیمیرس که معاصر عثمان بود، نام او را یه شکل Ἀτουμάν (آتومان) یا Ἀτμάν (آتمان) نگاشته‌اند. منابع یونانی نیز به‌طور منظم هر دو شکل نام عربی (عثمان) و ترکی او (عثمان با θ، τθ، یا τσ) آورده‌اند. یک منبع عربی کهن، که از عثمان نام برده است، در مواردی «ط» را به جای «ث» نوشته است. ممکن است عثمان بعداً نام اسلامی «عثمان» را برای خود برگزیده باشد. اما مورخ ترک، خلیل اینالجق، معتقد است فرضیه آتامان نام داشتن عثمان (به نقل از پاکیمیریس) و ربط دادن خاستگاه او به دشت قبچاق، واقع در شمال دریای سیاه، بسیار بعید است.
دانشمندان عرب، مانند ابن فضل‌الله عمری و ابن خلدون، در نوشته‌های خود نام عثمان را به کار برده‌اند. جهانگرد مراکشی، ابن بطوطه، که در زمان اورخان اول از خاک عثمانی دیدن کرد، نام او را به شکل عثمانجیق ثبت کرده است. پسوند «-جیق» در زبان ترکی برای کوچک کردن به کار می‌رود؛ بنابراین در آن زمان او را به نام عثمانجیق «عثمان صغیر» می‌شناختند تا با عثمان بن عفان سومین خلیفه راشدین اشتباه گرفته نشود.

## اصل و نسب

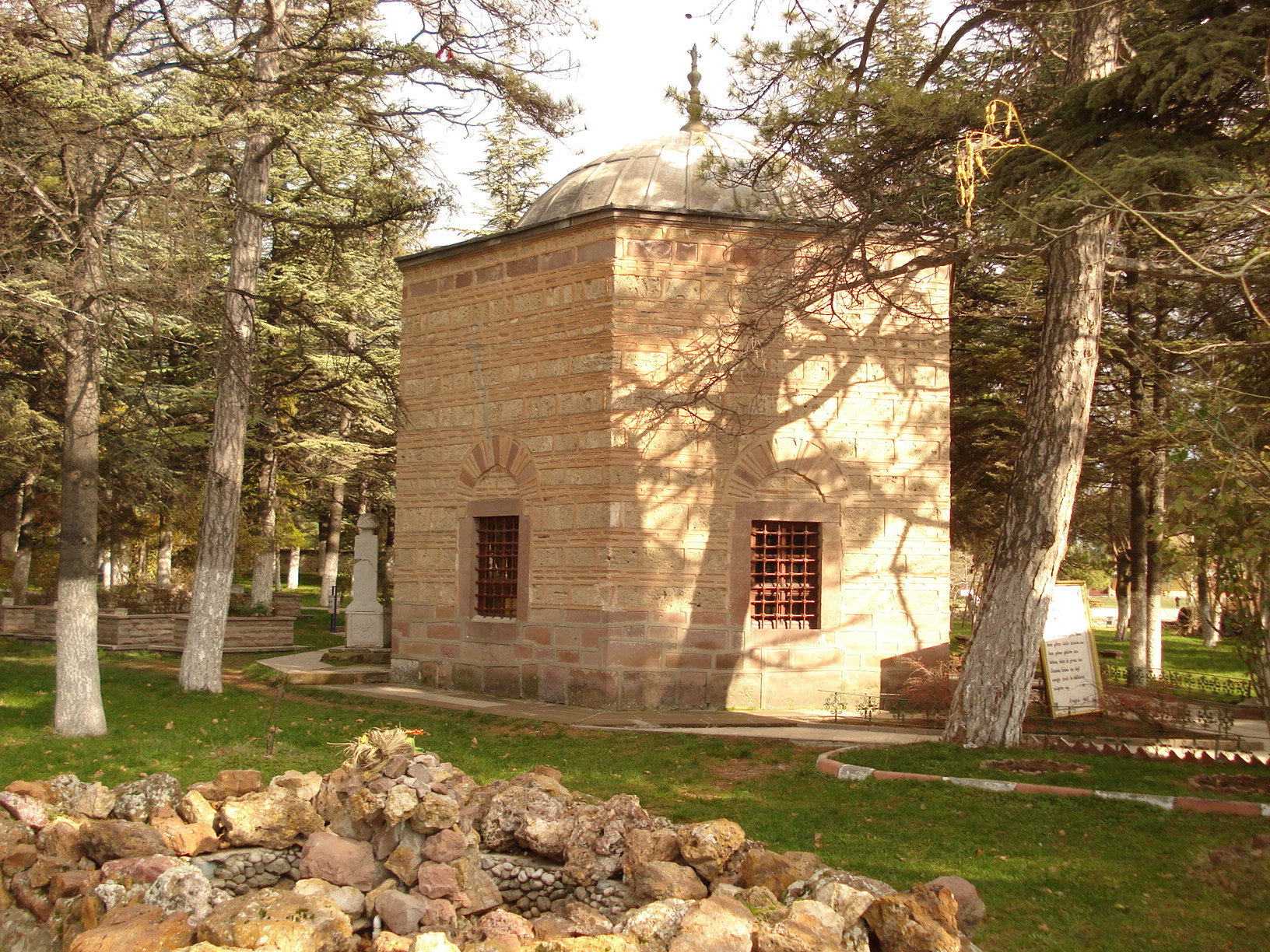
آرامگاه ارطغرل، پدر عثمان، واقع در شهر سوگوت

اکثر منابع بر این باورند که اصل و نسب ترکان عثمانی به قبیله ترکمن قایی می‌رسد که طبق منابع عثمانی، در اوایل قرن سیزدهم میلادی به دلیل حملات مغول، از موطن خود در آسیای مرکزی گریختند. این قبیله در آناتولی، تحت حاکمیت سلجوقیان روم، مستقر شدند. منابع دیگر ادعا می‌کنند که طایفه قایی دو قرن زودتر از تاریخ مذکور، همراه با سلجوقیان، زمانی که ماوراءالنهر را به مقصد خراسان ترک کرده بودند تا در نزدیکی شهر مرو ساکن شوند، با آنان به خراسان آمد. سپس طایفه قایی پس از جنگ ملازگرد در سال ۱۰۷۱ میلادی به سمت شرق آناتولی حرکت کردند و در آنجا، همراه با سایر طوایف ترک، ساکن شدند. بعدها در ارتش سلطان کیقباد اول شرکت کردند و در جنگ این سلطان با خوارزمشاهیان،  مغول‌ها و بیزانسی‌ها که به سرزمین‌های سلجوقیان یورش می‌بردند، شرکت کردند. بر اساس منابع متعدد، جنگجویان قایی به شرکت کردن در خطوط اول نبردها معروف بودند و مهارت‌های رزمی و شجاعت آنها از عوامل اصلی پیروزی سلجوقیان در بسیاری از نبردها به حساب می‌رفت. این قضیه سلطان کقباد را بر آن داشت تا ارطغرل، امیر طایفه قایی، را به عنوان فرمانده و «مقدم» سپاه خود منصوب کرده و مقداری زمین حاصلخیز در نزدیکی آنکارا، محل سکونت طایفه قایی، واگذار کند.
بعدها، ارطغرل بر شهر سوگوت، در شمال‌غربی آناتولی در مرز بیزانس، تسلط یافت. او همچنین عنوان «اوج بیگ» را به دست آورد. سلجوقیان برطبق سنت‌های خود به هر رئیس قبیله‌ای که به قدرت می‌رسید و تعدادی طایفه کوچکتر به او می‌پیوست، لقب اوج بیگ می‌داد. ارطغرل جاه طلبی‌های سیاسی گسترده‌ای داشت. او به دنبال تصاحب سرزمین‌های بیشتری بود و تنها به سرزمین‌هایی که سلطان به او پاداش داده بود قانع نمی‌شد؛ بنابراین او به نام سلطان سلجوقی، یورش به متصرفات بیزانس را آغاز کرد و چندین شهر و روستا را با موفقیت فتح کرد. بدین ترتیب در نیم قرنی که فرمانده سپاه سلجوقیان بود، آرام آرام قدرت خود را گسترش داد. ارطغرل در سال ۶۸۰ هجری قمری در ۹۰ سالگی درگذشت.

## اوایل زندگی

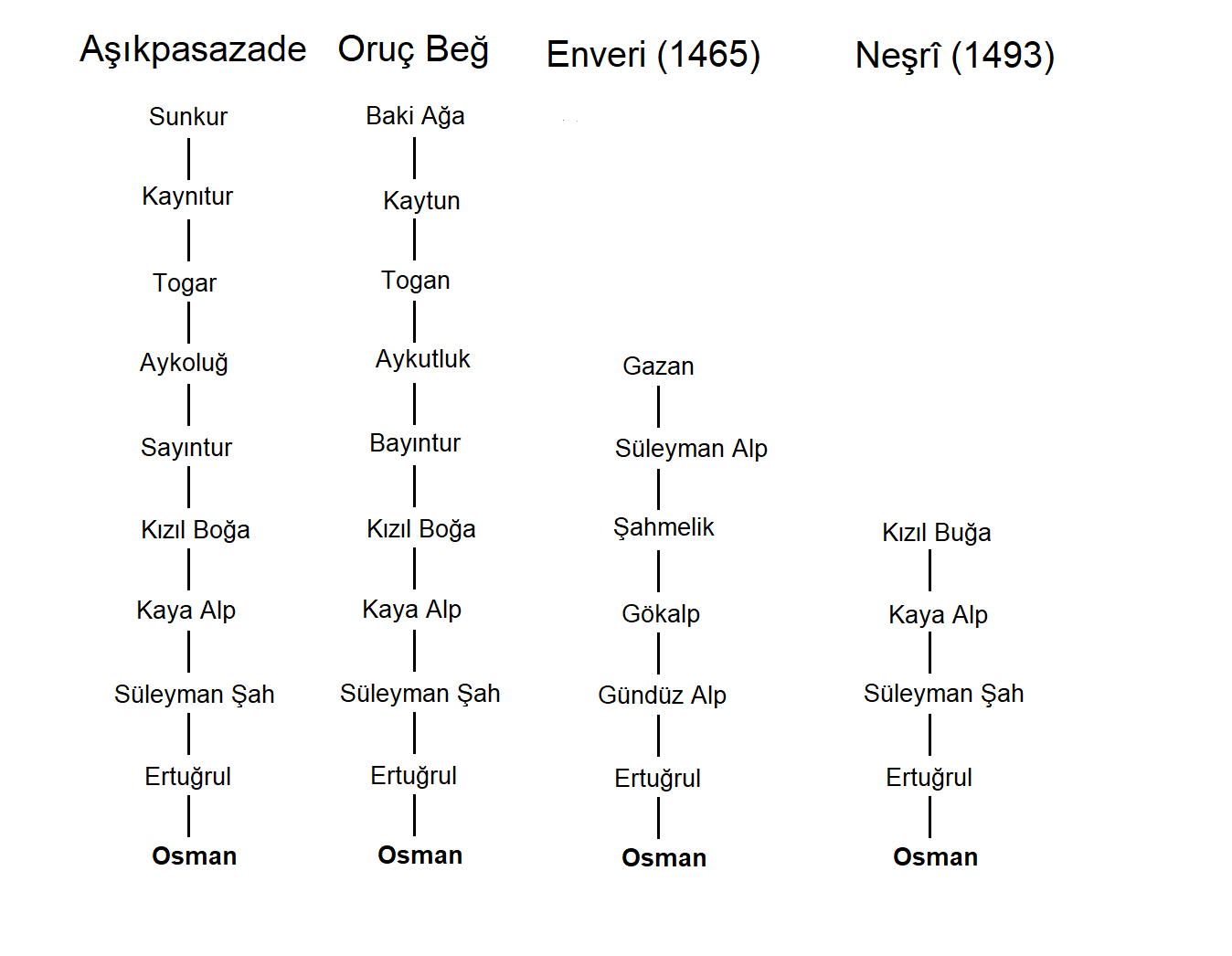
شجره نامه عثمان، به نقل از مورخان مختلف عثمانی

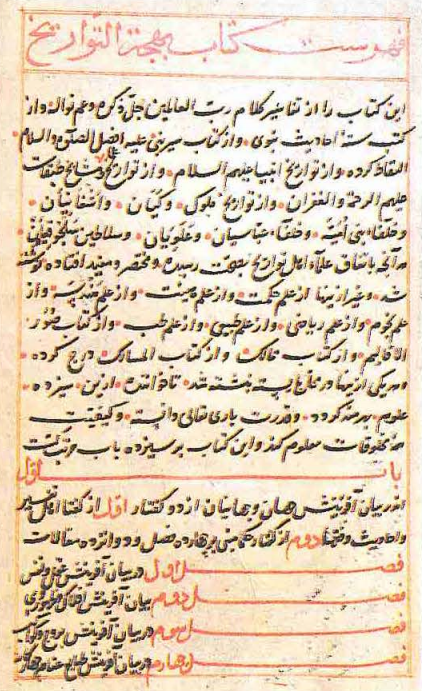
کتاب تاریخی بهجة التواریخ، یکی از منابع تاریخی عصر عثمانی که دربارهٔ اصل و نسب عثمان نوشته است.

تاریخ دقیق تولد عثمان مشخص نیست. برخی منابع نوشته‌اند که او در ۸ صفر ۶۵۶ هجری قمری، برابر با ۱۳ فوریه ۱۲۵۸ میلادی و ۳ اسفند ۶۳۶ شمسی، به دنیا آمده است. همان روزی که در آن مغولان به بغداد حمله کردند و آنجا را ویران کرده و بخش اعظم ساکنان را از تیغ گذراندند. طبق منابع دیگر، مانند کمال پاشازاده (مورخ قرن شانزدهم اهل عثمانی)، عثمان به احتمال زیاد در اواسط قرن سیزدهم میلادی، احتمالاً در سال ۱۲۵۴ یا ۱۲۵۵ میلادی، به دنیا آمده است. اطلاعات از اوایل زندگی عثمان بسیار محدود است. این علت کمبود اطلاعات به این دلیل است که قدیمی‌ترین منبع شناخته شده در این دوره زمانی حدود صد سال پس از مرگ عثمان نوشته شده است. با این حال، منابع معدودی که باقی مانده‌اند موافق هستند که او در شهر سوگوت، که پدرش ارطغرل آن را به عنوان پایتخت امارت خود انتخاب کرده بود، به دنیا آمد.
منابع مهم دربارهٔ زندگی عثمان عبارتند از: داستان التواریخ آل عثمان نوشته شده در قرن چهاردهم میلادی توسط شاعر و پزشک دربار عثمانی تاج الدین ابراهیم بن خضر (متخلص به احمدی)، بهجة التواریخ نوشته شکرالله مورخ (وفات. ۱۴۶۴ میلادی)، و تواریخ آل عثمان نوشته درویش احمد عاشقی، مشهور به عاشق پاشازاده (۱۴۰۰–۱۴۸۴ میلادی). اصل این منابع نیز باقی نمانده است. آن چیزی که از این کتابها باقی مانده رونویس‌هایی است که در طول سالها نوشته شده‌اند و این بازنویسی‌ها منجر به گم شدن و تغییر در برخی متون کتاب شده است. در واقع، منابع عثمانی، اروپایی و بیزانسی برای مشخص کردن خاستگاه عثمان و طایفه‌اش چندان قابل اعتماد نیستند. از یک سو، قدیمی‌ترین اسناد شناخته شده که در عصر عثمانی‌ها نوشته شده است، همگی به دوره پس از فتح قسطنطنیه (۱۴۵۳ میلادی) برمی‌گردد. از سوی دیگر، هیچ‌یک از مورخان بیزانسی در نوشته‌های خود به منشأ عثمانی‌ها اشاره نکرده‌اند. ترکان عثمانی نیز خارج از حیطه توجه مورخان اروپایی قرار داشتند و مطلب قابل توجهی دربارهٔ آنان توسط مورخان اروپایی نوشته نشد. با این حال، پس از گذشت یک قرن، زمانی که عثمانی‌ها شروع به ایجاد تهدید برای کشورهای اروپایی کردند، این وضعیت تغییر کرد و اروپاییان توجه بیشتری به عثمانی و تاریخ آنان نشان دادند. کمال پاشازاده، مورخ عثمانی، با اشاره به اینکه عثمان کوچک‌ترین پسر ارطغرل بود و به شیوه سنتی عشایر ترکمن بزرگ شد، گفت: او از کودکی کشتی، شمشیرزنی، اسب سواری، تیراندازی و بازداری را آموخت. او به سرعت بر مهارت‌های مذکور تسلط یافت و از همه برادرانش پیشی گرفت. او علوم دینی و احکام دینی را نیز آموخت و تحت تأثیر آموزه‌های شیوخ صوفیه، به خضوص استادش شیخ اده‌بالی، قرار گرفت و این را می‌توان با توجه به شخصیت و سبک زندگی او فهمید.
مشهورترین روایت دربارهٔ اصل و نسب عثمان این است که عثمان نوه سلیمان شاه بود که هنگام عبور از رود فرات سوار بر اسب در غرق شدن جان باخت. مورخ ترک، ایلماز اوزتونا، معتقد است که نام حقیقی پدربزرگ عثمان، و پدر ارطغرل، گوندوز آلپ بود و به احتمال زیاد سلیمان شاه نامی به‌شمار می‌رفت که در حافظه تاریخی آناتولی باقی مانده بود و در واقع به سلیمان بن قتلمش اشاره دارد که سلطنت سلجوقیان روم را تأسیس کرد. اوزتونا می‌افزاید که احتمالاً مورخان عصر عثمانی با این نسب‌نامه سعی در ایجاد ارتباط خویشاوندی بین عثمانی‌ها و سلجوقیان داشتند. مخصوصاً با توجه به اینکه عثمانی‌ها با ادعای جانشینان مشروع سلجوقیان در صحنه تاریخ ظاهر شدند. بر این اساس، نسب فرضی عثمان چنین است: عثمان بن ارطغرل بن گوندوز آلپ بن کیاآلپ بن گوک آلپ بن سرقوک آلپ بن کی آلپ. محققان دیگر نیز موافقند که ارتباط بین ارطغرل، عثمان و سلجوقیان ممکن است که یک قرن بعد توسط وقایع نگاران دربار عثمانی، ابداع شده باشد؛ بنابراین منشأ واقعی خاندان عثمانی مبهم است. از سوی دیگر، برخی منابع عثمانی به خویشاوندی میان عثمان و ترکان اوغوز اشاره می‌کنند که بیشتر به افسانه نزدیک‌تر است تا واقعیت، و می‌گویند که ترکان اغوز از نسل یافث بن نوح هستند و این روایت، شجره‌نامه عثمان را به ۵۲ جد، یا بیشتر، منتهی می‌کند و عثمان در این شجره‌نامه با افراد مشهوری چون شخص حضرت نوح، گوک آلپ و اغوز خان و تمامی اقوام ترک اغوز از جمله سلجوقیان، خویشاوند می‌شود. در این شجره‌نامه می‌توان ویژگی‌های برخی از آنچه که ایلماز اوزتونا در فرضیه خود به آن اشاره کرد را ثابت کرد، که عثمانی‌ها همواره در تلاش بودند تا خود را با سلجوقیان مرتبط کنند و به عنوان وارثان آنها ظاهر شوند.

## پایه‌گذاری امپراتوری عثمانی

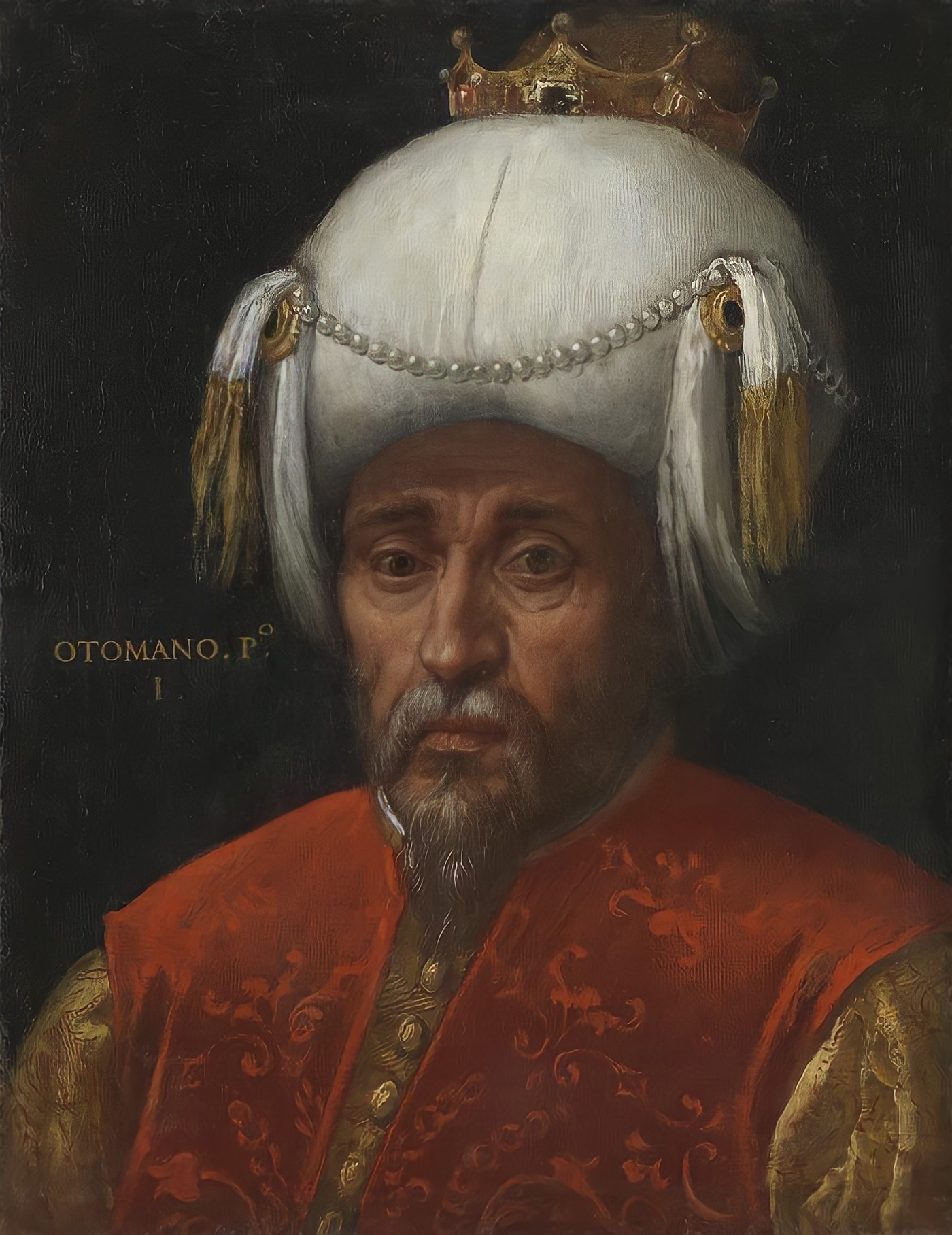
نگاره ای از عثمان اثر پائولو ورونزه، قرن شانزدهم میلادی

عثمان به احتمال زیاد در میانه قرن سیزدهم، احتمالاً در سال ۱۲۵۴/۵، تاریخی که توسط مورخ عثمانی قرن شانزدهم، کمال پاشا زاده ذکر شده، متولد شده است. طبق تاریخ‌نگاری عثمانی، ارطغرل، پدر عثمان، قبیله ترکمن قایی را، برای فرار کردن از هجوم مغول، از غرب آسیای مرکزی به آناتولی هدایت کرد. سپس با سلطان سلجوقیان روم بیعت کرد و حکمرانی شهر سوگوت، در مرز بیزانس، را بدست آورد. اما این روایت یک قرن پس از عثمان، توسط مورخان درباری امپراتوری عثمانی، ابداع شد و بنابراین منشأ واقعی عثمانی‌ها به‌طور دقیق مشخص نیست. هیچ چیز به‌طور قطعی در مورد فعالیت‌های اولیه عثمان مشخص نیست، به جز اینکه او منطقه اطراف شهر سوگوت را کنترل می‌کرد و از آنجا حملاتی را علیه امپراتوری بیزانس ترتیب داد. اولین رویداد زندگی عثمان که تاریخ آن تا حدودی مشخص است، نبرد بافئوس در سال ۱۳۰۱ یا ۱۳۰۲ می‌باشد. عثمان در این نبرد یک نیروی بیزانسی را، که برای مقابله با او فرستاده شده بود، شکست داد.
به نظر می‌رسد استراتژی اصلی عثمان، در عین اجتناب از رویارویی مستقیم با همسایگان قدرتمندتر ترک خود، دنبال کردن سیاستی توسعه طلبانه با کمک بیزانس بود. نخستین پیشرویی‌های وی از طریق گذرگاه‌های فریگیه شمالی، در نزدیکی اسکی‌شهر امروزی، تا دشت‌های حاصلخیزتر بیتینی و علیه تیول داران مسیحی در شمال بود. طبق گفته استنفورد شاو، این فتوحات در برابر اشراف محلی بیزانس به دست آمد، «برخی از آنها در جنگ مغلوب عثمان شده بودند، برخی دیگر به میل خود و با عقد قراردادهای تجاری، پیمان‌های ازدواج و نظایر آن به نیروهای عثمان پیوستند.»

### به قدرت رسیدن

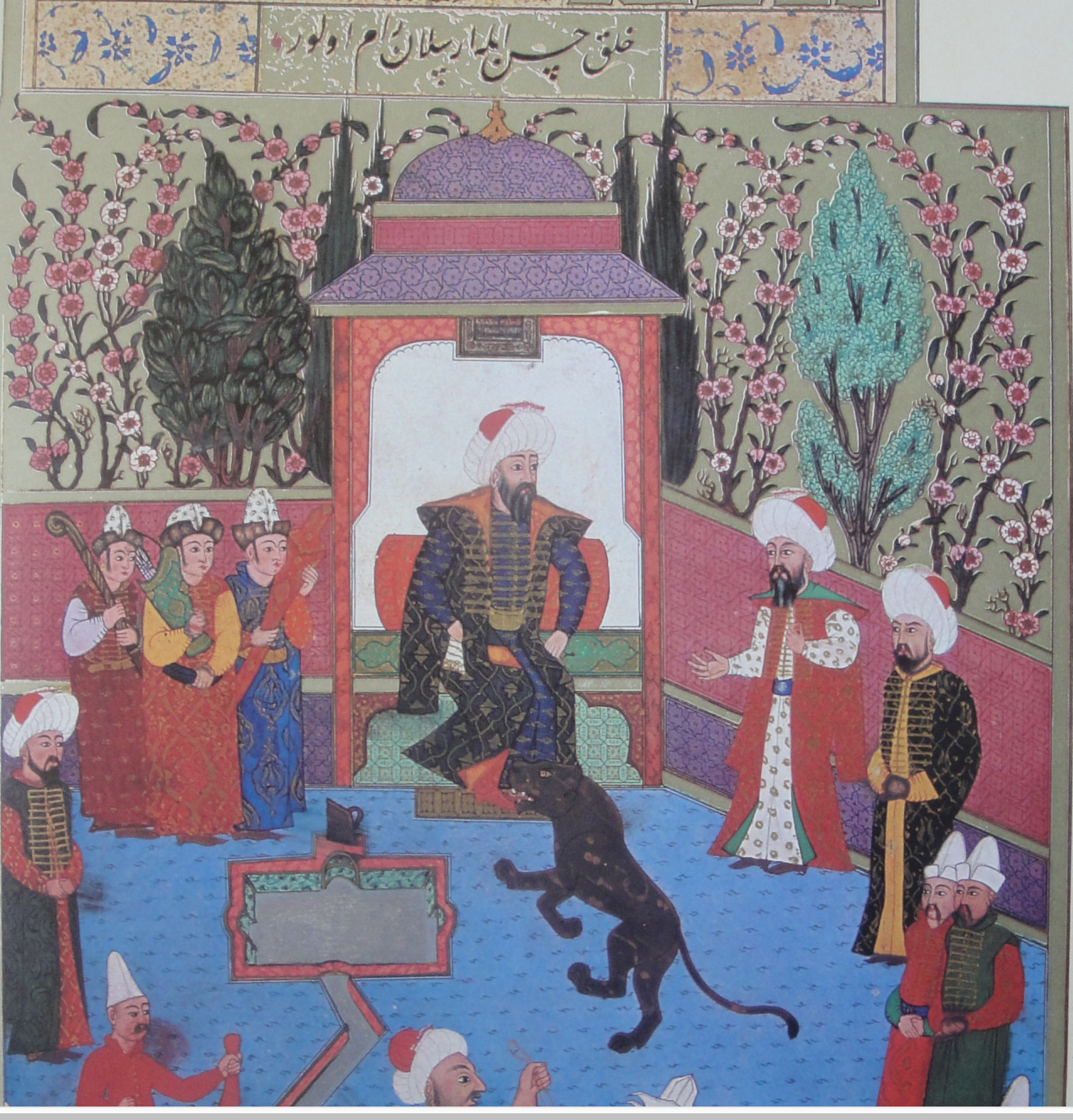
عثمان امیر قبیله قایی می‌شود.

عثمان پس از مرگ پدرش در حدود سال ۶۸۰ هجری قمری ۱۲۸۱ میلادی امیر، یا بیگ، قبیله قایی شد. به گفته برخی از مورخان، رسیدن عثمان به قدرت مسالمت آمیز نبود، زیرا او برای بدست‌گیری و تحکیم قدرت خود، باید با بستگان خود می‌جنگید. یکی از رقبای اصلی عثمان، عمویش دوندار دوندار بیگ بود، که ممکن است وقتی برادرزاده اش تصمیم حمله ای را به جزیره ای کوچک در یونان گرفت، نقشه ای برای کشتن برادرزاده اش ریخت یا علیه او دست به شورش زد. دوندار بیگ معتقد بود جاه طلبی عثمان تهدیدی است که می‌تواند موجودیت کل قبیله قایی را برهم بزند. اما عثمان مجبور شد شمشیر خود را بیرون کشیده و عمویش را به دلیل نافرمانی بکشد.
طبق کتاب ولایتنامه، که حاوی روایاتی دربارهٔ زندگی حاجی بکتاش ولی است، پس از مرگ ارطغرل عموی کوچک عثمان، دوندار بئی (بیگ)، به رهبری قبیله قایی رسید. در آن زمان، عثمان و چند جنگجوی دیگر شروع به سازماندهی حملاتی به سرزمین‌های بیزانس در مجاورت سوگوت، مانند یِنی‌شهر، بیله‌جک، اینه‌گول و ایزنیک کردند. در نتیجه، تکور (فرماندار محلی) بیزانسی بورسا خشمگین شد و نمایندگانی را نزد سلطان سلجوقی، کیقباد سوم، فرستاد و از این حملات پی در پی عثمان شکایت کرد؛ بنابراین کیقباد به دوندار بئی  دستور داد تا برادرزاده جوان خود را نزد او بفرستد تا در برابرش پاسخگو باشد. دوندار بئی نیز عثمان را دستگیر و به قونیه فرستاد. سلطان کیقباد، که شجاعت و کردار عثمان را تحسین می‌کرد و مایل به مجازات او نبود، عثمان را نزد حاجی بکتاش ولی فرستادند تا او دربارهٔ عثمان داوری کند. عثمان به گرمی مورد استقبال عارف صوفی قرار گرفت. حاجی بکتاش سپس فرمان به آزادی او را داد و گفت: من سالها چشم به راه کسی همانند او بودم. پس از این، حاجی بکتاش ولی سر عثمان را با همان عمامه ای که مربوط به شیوخ صوفی بود، پیچید و او را با پیامی به قونیه فرستاد. او در این پیام به سلطان امر کرد تا عثمان را رهبر قبیله قایی کند. بدین ترتیب، عثمان به فرمان کیقباد سوم رهبر قبیله شد.

### موقعیت استراتژی بیگ نشین عثمانی

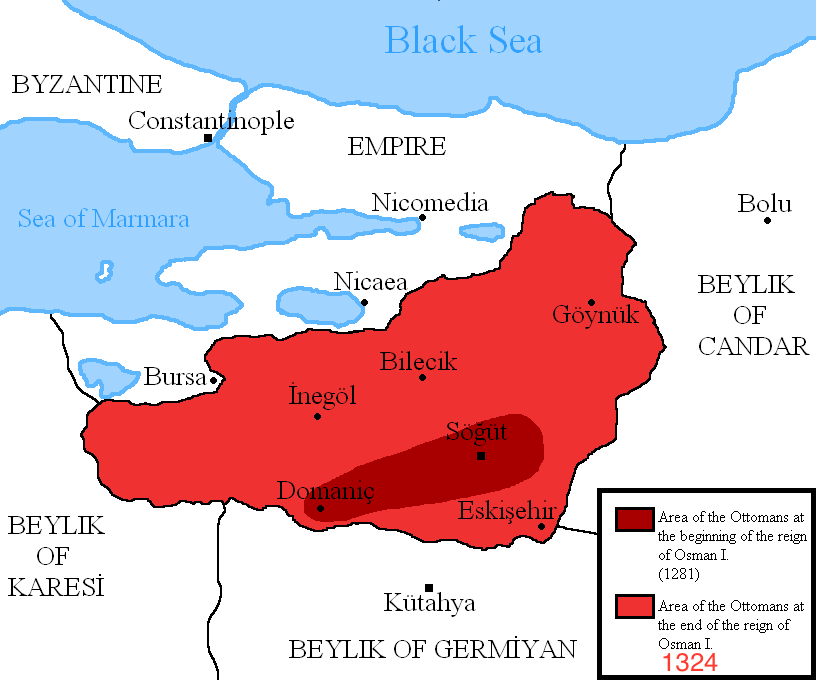
وسعت قلمروی عثمانی در زمان عثمان اول

از نظر نظامی، موقعیت بیگ نشین عثمان تأثیر بسزایی در موفقیت او به عنوان یک جنگجوی فاتح داشت. پایتخت او سوگوت بر روی تپه ای در موقعیتی کاملاً دفاعی قرار داشت که در میان راه اصلی قسطنطنیه به قونیه بود. اهمیت این ناحیه به دلیل چندپارگی سیاسی آناتولی است که به ایالت‌های کوچک اهمیت بیشتری نسبت به آنها در ابتدا می‌داد. عثمان به عنوان امیر یک بیگ نشین هم‌مرز با سرزمین‌های بیزانس، این فرصت را داشت که تمام تلاش خود را به سمت جنگ و جهاد به دنبال سلجوقیان به قصد تسخیر تمام سرزمین‌های بیزانس و جذب آنها به خلافت اسلامی سوق دهد. عثمان که از ضعف امپراتوری باستانی و جنگ‌های مداوم آن در اروپا تشویق شده بود، این شانس را داشت که به سمت غرب آناتولی گسترش یابد و از داردانل به سمت جنوب شرقی اروپا عبور کند. در تفسیر این اقدامات، برخی از مورخان استدلال می‌کنند که راهبرد عثمان برای افزایش سرزمین‌های خود به هزینه بیزانسی‌ها به دلیل قصد او برای جلوگیری از درگیری با همسایگان قدرتمندتر ترک خود بود.
از نظر سیاسی، عثمان مهارت‌های زیادی در شکل‌گیری و به‌کارگیری سیستم‌های اداری نوین در بیگ نشین خود نشان داد. در طول سلطنت او، عثمانی‌ها گام‌های بلندی در جهت گذار از سیستم قبیله ای و عشیره ای به اسکان در سکونتگاه‌های دائمی و شهرها برداشتند. این به آنها کمک کرد تا موقعیت خود را تحکیم کنند و به سرعت به یک قدرت بزرگ تبدیل شوند. علاوه بر این، موقعیت بیگ نشین در شمال غربی آناتولی، در کنار جهان مسیحیت، سیاست نظامی را بر عثمانی‌ها تحمیل کرد که به آنها در مقایسه با بیگ نشین‌های آناتولی، شانس بیشتری برای رشد و گسترش داد. بیگ نشین عثمان هم از حملات مغول و هم از نفوذ بیگ نشین‌های قدرتمند ترکمن در جنوب و جنوب غربی آناتولی نسبتاً دور ماند. علاوه بر این، نزدیکی آن به جاده ابریشم، که سرزمین‌های بیزانس در غرب را به مناطق تحت کنترل مغول‌ها در شرق مرتبط می می‌کرد، ویژگی‌های استراتژیک و اقتصادی برجسته ای به این بیگ نشین بخشیده بود. همچنین، بیگ نشین عثمانی تنها پایگاه مسلمانان بود که در مقابل سرزمین‌های تسخیر نشده بیزانس قرار داشت و همین امر باعث شد که بسیاری از کشاورزان، جنگجویان و دراویش ترکمن که از دست مغولان فرار می‌کردند و به دلایل اقتصادی و مذهبی در آرزوی تسخیر سرزمین‌های جدید بودند، به آن جذب شوند.

### رؤیای عثمان
عثمان اول با یکی از رهبران مذهبی صوفی به نام شیخ اده‌بالی، که با دخترش ازدواج کرده بود، رابطه نزدیک داشت. روایتی از نویسندگان بعدی عثمانی، برای نشان دادن رابطه نزدیک این دو مرد، نقل شده است که در آن عثمان، در حالی که در خانه شیخ اقامت داشت، خوابی دید. این داستان در وقایع نگاری اواخر قرن پانزدهم عاشق پاشازاده به شرح زیر است:
(در آن خواب) هلال ماهی را دید از سینه آن حضرت (شیخ اده بالی) برخاست و در سینه او فرورفت. سپس درختی از ناف او جوانه زد و سایه آن جهان را فرا گرفت. زیر این سایه کوه‌ها بود و از پای هر کوه نهرها سرازیر می‌شد. برخی از مردم از این آب‌های جاری می‌نوشیدند، برخی دیگر باغ‌ها را سیراب می‌کردند و برخی دیگر باعث جاری شدن چشمه‌ها می‌شدند. وقتی عثمان از خواب بیدار شد، ماجرا را به آن حضرت بازگو کرد و گفت: عثمان، پسرم، مبارکت باد، زیرا خداوند منصب شاهنشاهی را به تو و اولادت داده است و دخترم بالا خاتون همسر تو خواهد شد.
این رؤیا به یک اسطوره بنیادی مهم برای امپراتوری تبدیل شد، بدین مضمون که خداوند خاندان عثمان را از قدرتی خدادادی بر روی زمین برخوردار کرد و این اسطوره توجیهی برای پیروزی‌های عثمانی، برای مخاطبان قرن پانزدهم، شد. همچنین این رؤیا ممکن است به عنوان شکلی از تعهد سلاطین عثمانی نسبت به رعایای خود عمل کرده باشد: همان‌طور که خداوند وعده داده است که به عثمان و فرزندانش حاکمیت بدهد، عثمان نیز وظیفه داشته بود که به رعایای خود رفاه بدهد.

### فتح بیله جیک، یارحصار، اینه گول

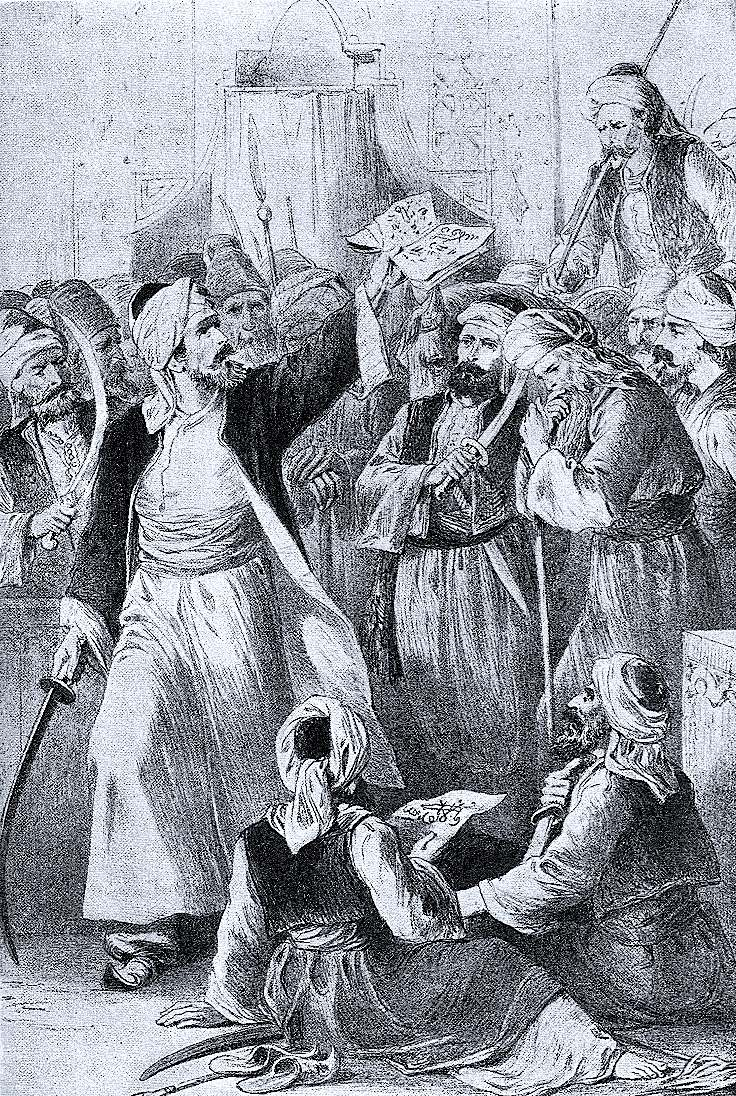
عثمان بیگ نیروهایش را به جنگ دعوت می‌کند.

عثمان پنج سال پس از منصوب شدن بعنوان بیگ در سال ۱۲۸۵ به کلوکا حصار (کلوجاحصار) حمله برد؛ این ناحیه بعنوان نخستین فتح عثمان در نظر گرفته می‌شود. عثمان نیز مدتی پس از اوج بیگ شدن به این حصار حمله کرد و توانست آن جا را بدست بیاورد. پس از آن فتح یک معاهده صلح بین عثمان بیگ و امپراطوری بیزانس ایجاد شد که تا سال ۱۲۹۹به طول انجامید.پس از شکسته شدن معاهده مذکور عثمان بیگ راهی فتح بیله جیک شد.افزایش قدرت عثمان وتحکیم قدرت او بعنوان اوج بیگ سلجوقی باعث شد قبایل ترکمن آناتولی به او همراه شده و و او را بیگ خود بدانند. تکفور بیله جیک از این کار عثمان هرسناک گشت و قصد کشتن عثمان را داشت. عثمان در این میان وقبل از تکفور بیله جیک به او حمله برد و این شهر را فتح نمود که به معنای لغو قرارداد از جانب عثمان بود.عثمان می‌دانست که سفرای امپراتور بیزانس به سوی او حرکت خواهند کرد ازاین رو به کمک تمام خوانین مرزهای سلجوقی (خاک عثمانی) اینه گول که شهری کلیدی برای فتوحات بعدی بود را محاصره کرد. این محاصره بر مبنای فتح سریع اینه گول و سپس حرکت به سوی ینیشهیر می‌بود از این رو او پس ازمدتی محاصره دراوزه اینه گول را گشود. اما سفرای بیزانس پیش عثمان بیگ آمده وطلب اینه گول و بیله جیک ویارحصار را کردند که عثمان سخت و مخالفت کرد.پشتیبانی خوانین ترک از عثمان بیگ باعث شد بتواند به مرزهای ینیشهیر برسد ینیشهیر کلید فتح شهر بیزانسی بورسا و شهر ایزنیک هم به‌شمار می‌رفت. عثمان ینیشهیر را محاصره کرد تا از حرکت سپاه مرکزی بیزانس به سوی خود جلوگیری کند و همچنین این فتح به قدرتمندشدن او در مرزها وایجاد دولتی در مرز سلجویان روم منتهی می‌شد. عثمان به کمک ارتش و خوانین متحد با خود در مرز سلجوقیان به سوی ینیشهیر حرکت کرد وموفق شد دروازه‌های شهر را بگشاید. پس از این فتح ازسوی سلطان سلجوقی برای عثمان نمادها ویک پرچم داده شد تا بیگ نشین خود راتاسیس کند. عثمان سپس ینی شهیر رادرمرکز قرار داد چراکه این شهر جمعیت ترکمن و مسلمان داشت وکنترل نواحی تحت فرمانش راساده تر می‌ساخت.

## گسترش بیگ نشین عثمانی

### زوال سلجوقیان روم و تأسیس دولت عثمانی

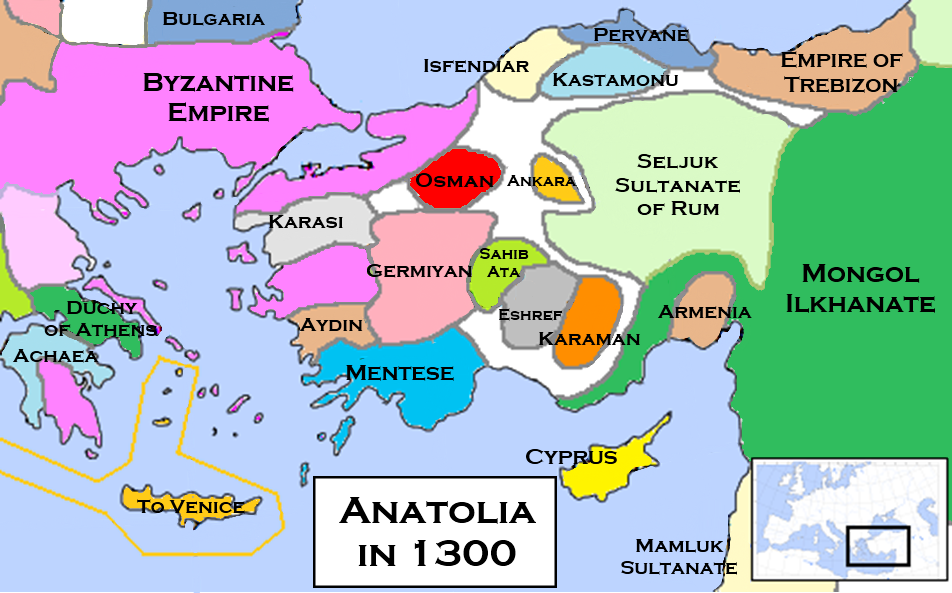
وضعیت سلجوقیان روم روبه افول در سال ۱۳۰۰

درسال ۱۲۹۹ عثمان یکم موفق به تأسیس دولت عثمانی شد علت اصلی این رخداد هم ضعیف شدن سلطان نشین روم در قونیه بود. از این رو عثمان یکم بدون دخالت دولت سلجوقیان روم بر اقتدار نظامی وسیاسی خود افزود. سلطان نشین سلجوقیان روم حالا پس از سال‌ها حکومت بر طیف وسیعی از آناتولی شرقی به چند علت سقوط کرد. جنگ‌های مداوم با امپراتوری بیزانس و صلیبیون، حملات مغولان و دست نشاندگی و نهایتاً تقویت شدن حکام محلی و تأسیس بیلیک‌های آناتولی.
پس از فتح ینیشهیر به این علت که ینیشهیر در مرز خاک‌های عثمانی قرار داشت عثمان به منظور ایجاد یک کمربند ایمنی به دور ینیشهیر به قلعه‌های ماراماراجیک، کوپروحصار، کوچ حصار، کوحصار و لفکه (لفکه یکی از دروازه‌های شهر ایزنیک بود وفتح این قلعه منجر به محاصره ایزنیک درسال ۱۳۰۱ شد.)حمله برد که زمینه‌ساز نبرد بافئوس بود.

### نبرد بافئوس
شکست‌های متعددی که بیزانسی‌ها از عثمانی خوردند در واقع آغازگر این جنگ بود که در واقع نخستین نبرد عثمانی‌ها است. عثمان یکم درابتدا دستور داد تا شهر ایزنیک (نیکا) را محاصره کرده ونگذاشتدکه هیچ برداشتی از مزارع اطراف ازمیت (نیکومدیا) توسط بیزانسی‌ها انجام شود. عثمان یکم دیگر تکفورهای بیزانسی را یا مجبور به تسلیم می‌کرد یا از آنان جزیه می‌گرفت.امپراتور بیزانس اندرونیکوس دوم دستور داد تا سپاهیان بیزانسی به سوی خاک عثمانی پیشروی کرده ومحاصره ایزنیک را بشکنند. سپاهیان بیزانس متشکل از بیزانسی‌ها و الان‌ها بود. اما الان‌ها پس ازمدتی از پیشروی کردن گذشتند و به خانه‌های خود بازگشتند. فقط ۲۰۰۰ بیزانسی باقیماند که در دشت بافئوس که گفته می‌شود در محوطه دید شهر ایزنیک (نیکا) است به مصاف سپاه سواره نظام مسلمان عثمانی شتافتند. سپاه عثمانی متشکل از ۵۰۰۰ سواره نظام سبک بود که به سرعت پیاده‌نظام بیزانسی را درهم شکستند. در آخر جرج موزالون تصمیم گرفت که به نیکومدیا با پشتیبانی نیروهای الان عقب‌نشینی کند.

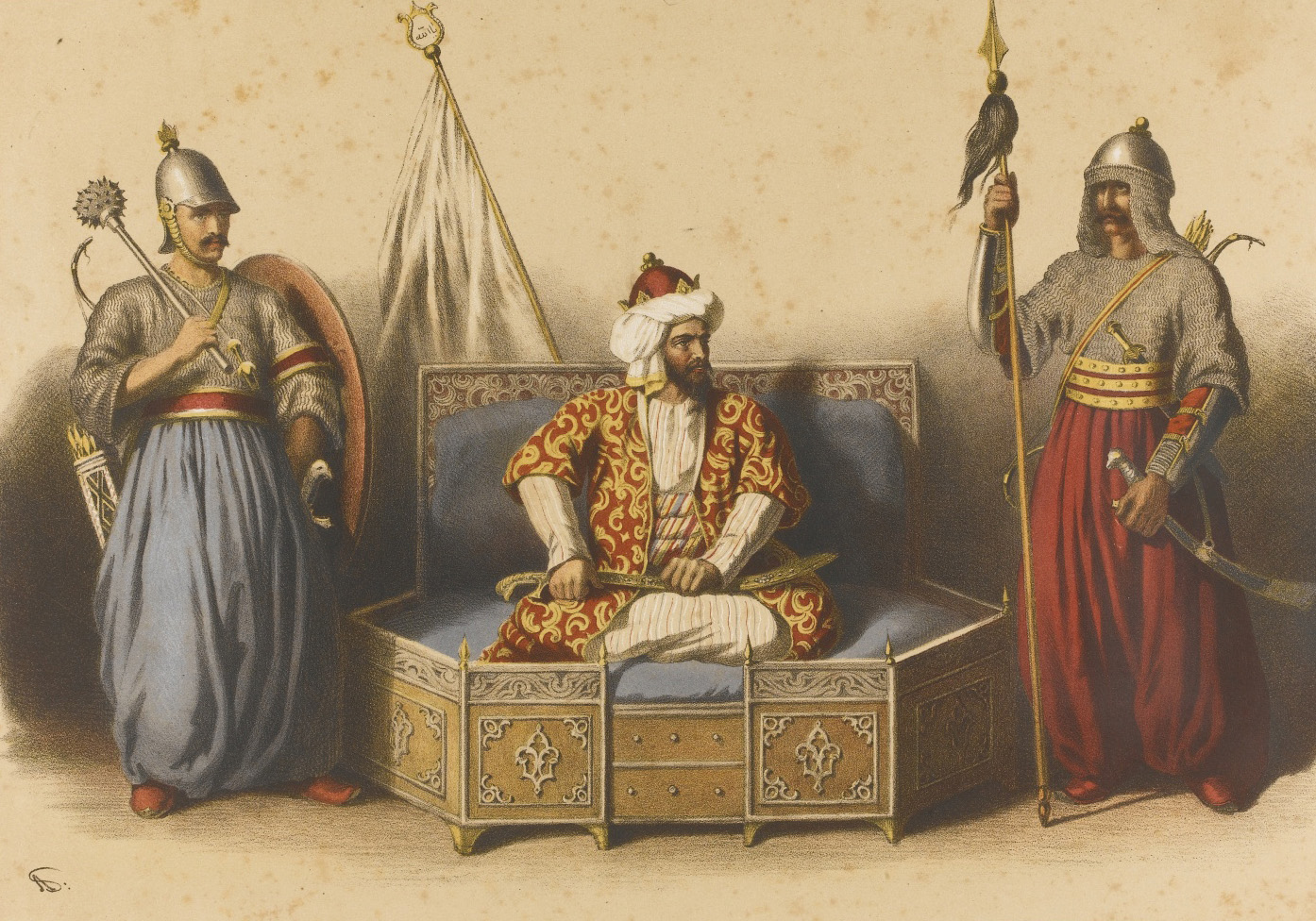
سلطان عثمان یکم در تخت خود

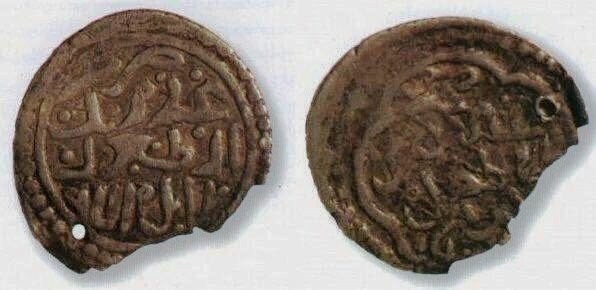
سکهٔ عثمان یکم پسر ارطغرل غازی

درسال ۱۳۰۷ آخرین سلطان سلجوقیان روم مسعود دوم به قتل رسید واین دولت به پایان کار خود رسید وبه گستره این سرزمین سرعت چند تکه شد. با این حال پس از تقسیم شدن دولت مرکزی سلجوقی نواحی بیگ نشین‌ها باز هم زیر نظر ایلخانان مغول بودند. تا این که عثمان یکم اولین شخصی شد که پس از حمله مغول به سرزمین‌های اسلامی به نام خود خطبه خواند و سکه ضرب کرد. این نشان دهنده استقلال عثمانی از مغولان ایلخانانی بود. عثمان یکم نیز خود را سلطان عثمان (پادیشاه العثمان) نامید.

### اتحاد بیزانس و انجمن کاتالان

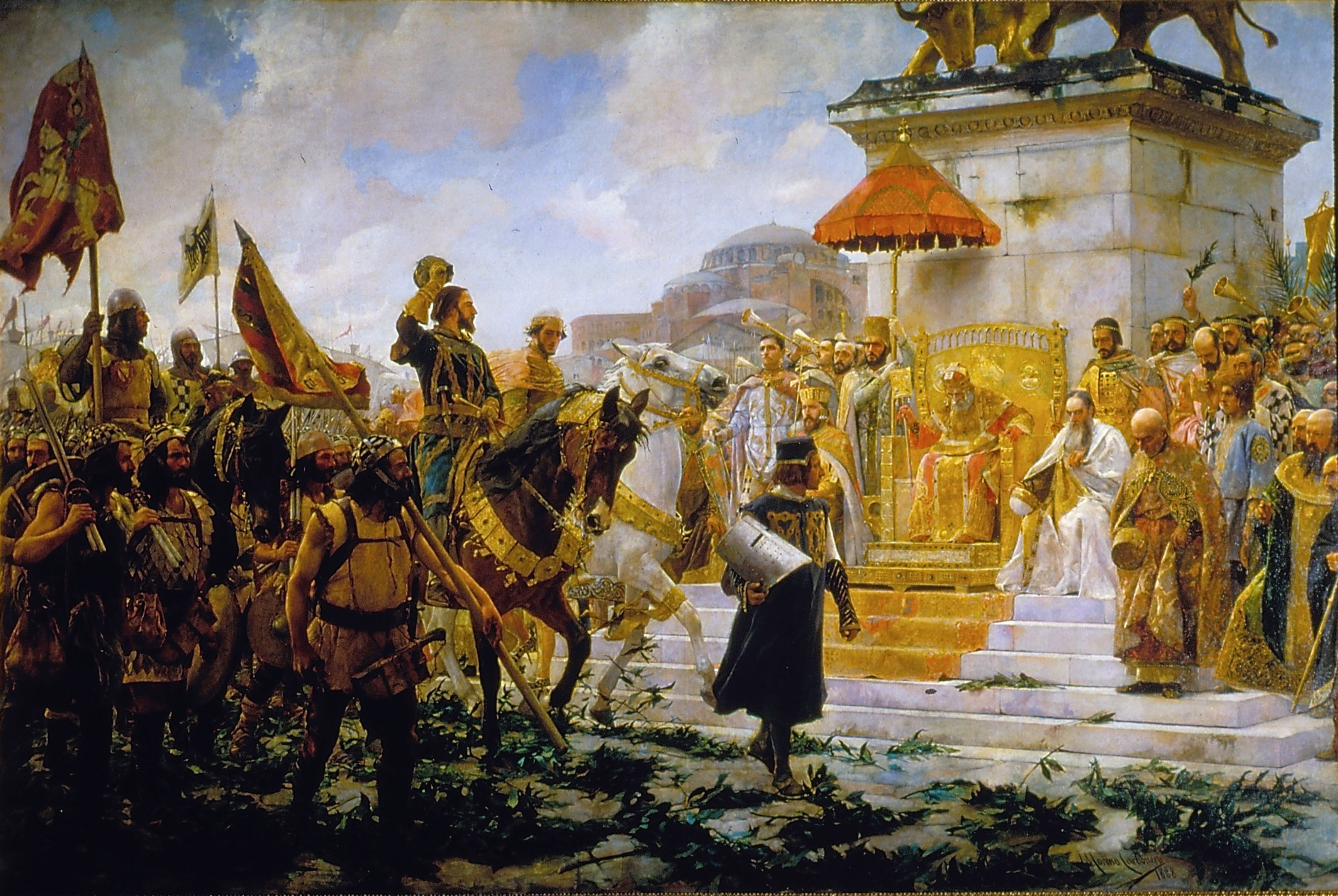
ورود کاتالان‌ها به قسطنطیه

امپراتور بیزانس تصمیم گرفت برای پس زدن ترکان عثمانی از مغولان کمک بگیرد وتاحدی نیز موفق شد اما با مرگ غازان خان تمام نقشه‌های بیزانس برای اتحاد با مغولان ناموفق باقی ماند ازین رو امپراتور بیزانس از کمپانی کاتالان کمک خواست وانان را با وعده ثروت عظیم برای غارت از ترکان به خاک بیزانس کشاند. درآخر سپاه کاتالان درسال۱۳۰۴ که شامل ۶۵۰۰ نفر بود به قسطنطیه واردشد.کاتالان‌ها در ابتدا موفق به شکست بیگ گرمیان، بیگ قراسی و جانداریان شدند. اما زمانی که به پایگاه خود بازمی گشتندمتوجه شدند بیزانسی‌ها پادگان را قتل‌عام کرده وبه آتش کشیده‌اند ازین رو به نیروهای رومی هجوم بردند. نهایتاً نیروهای بیزانسی موفق به شکست کاتالان‌ها شدند وبه حکم امپراتور بیزانس فرمانده آنان راجر دفلور را به قسطنطیه برده واعدام کرند. البته که پس از آن کاتالان‌ها متوقف نشدند وبه سختی از بیزانس انتقام گرفتند.این آشوب‌ها دربیزانس به این منجر شد که عثمان یکم به سرعت فتوحات خود را گسترش دهد.

### پیشروی در مرمره
عثمان یکم به گفته شاو مدتی بعد درسال ۱۳۰۷ اسکی شهر و شهر گونیک واطراف آن را در نبرد با دیگر بیلیک‌ها بدست آورد. (به گفته برخی در سال ۱۳۰۱این شهرها فتح شدند) پس از آن از دو طرف مرزهای عثمانی را به دریای سیاه و دریای مرمره رساند ویکی از جزایر بزرگ بیزانسی را در دریای مرمره فتح کرد.این باعث شد تمام مرزهای بیلیک هابه عثمان رسیده و تنها دولتی در شرق شد که با امپراتوری بیزانس مرز داشت. سپس عثمان راهی محاصره شهر بورسا (۱۳۱۷_۱۳۲۴)شد که قلب بیزانس در آناتولی بود.

### فتح بورسا

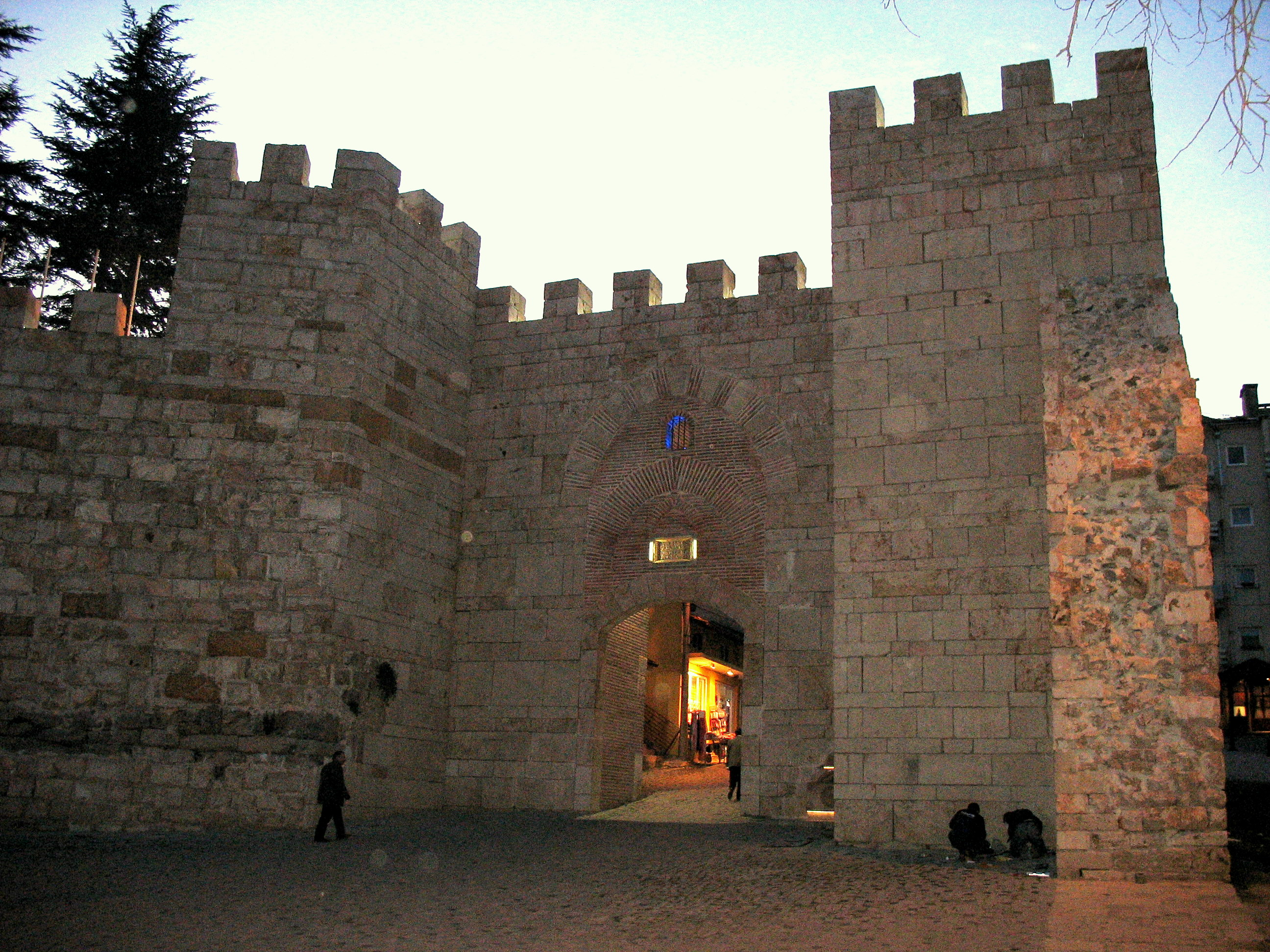
دروازه قلعه بیزانسی بورسا که شاهد محاصره طولانی مدت عثمانی بود

عثمان با داشتن ینی شهیر تلاش‌های خود را بر شهرهای پر وسعت و گوشه‌گیر متمرکز کرد که از بورسا آغاز شد، بی‌خبر از اینکه این آخرین جنگ به انتخاب او خواهد بود. عثمان دستور ساخت دو قلعه را برای نظارت و تسلط بر شهر را داد، بعد از آن با اتمام ساخت قلعه، عثمان پادگان‌های گسترده‌ای را در اختیار قلعه‌ها قرار داد. این کار به افرادش اجازه می‌داد که تا محاصره را تشدید نمایند و از رسیدن هرگونه خوراک به بورسا جلوگیری نمایند. محاصره عثمانی بین ۶ تا ۹ سال ادامه داشت، این اقدام به این علت بود که عثمانی‌ها فاقد ابزارهای محاصره بودند و پیش از این هرگز یک شهر استوار بزرگ را تسخیر نکرده بودند.
در طول تسخیر طولانی مدت، عثمان و بعضی از فرماندهان نظامی اش قلعه‌های کوچک‌تر بیزانس را در همسایگی بیلیک فتح نمودند، که در آن چند تکفور به فرماندهی عثمان اعتراف نمودند و در زمره پیروان او قرار گرفتند که بعضی از فرمانروایان به دین اسلام گرویدند. بعدها، عثمان دچار بیماری نقرس شد و دیگر این توانایی را دارا نبود که افرادش را در لشکرکشی‌ها همراهی نماید یا شاهد محاصره بورسا باشد، پس انجام این کار بزرگ را به پسرش اورهان سپرد. و سر انجام عثمان در پایتخت خودش بازنشسته شد. اورهان بدون هیچ جدالی به تصرف مابقی مکان‌ها ادامه داد، ولی به اعتکاف بورسا از قلعه‌های مجاورش ادامه داد و مودانیا را فتح نمود تا ارتباط شهر با دریا را قطع نماید. وی همچنین شهر قره‌مرسل در سواحل جنوبی ازمیت را به تسخیر خودش درآورد و اسم آن را به نام پیشوای مسلمانان که آن را «کارامورسل بیگ» گرفت، به کارامورسل تغییر نام داد. آخرین قلعه ای که سقوط کرد، بیس بود که کلید بورسا در نظر گرفته می‌شد و به آن اورهانلی تغییر نام داد.
اورهان تصرف پیرامون بورسا را قوی نمود تا اینکه سربازخانه آن در ناامیدی فرورفت. و به زودی امپراتور بیزانس متوجه شد که سقوط شهر به دست مسلمانان پرهیز ناپذیر است، پس امپراتور ناچار شد تصمیم سختی گیرد و بعد از تصمیم سختش به فرماندار خود دستور داد تا شهر را تخلیه نماید. اورهان در دوم جمادی الثانی ۷۲۶ هجری قمری / ۶ آوریل ۱۳۲۶ میلادی وارد بورسا شد و مردم آن پس از به رسمیت شناختن حاکمیت عثمانی و عهد و پیمان بستن به پرداخت جزیه به آنان صدمه ای وارد نکنند. و سرانجام سروز، فرمانده سربازخانه بورسا، تسلیم اورهان شد و با پدرش عثمان بیعت نمود. و سرانجام او نیز به اسلام گروید و به احترام شجاعت و صبرش در زمان طولانی محاصره لقب «بیگ» به او داده شد. به گفته برخی منابع، عثمان درست پیش از سقوط بورسا درگذشت، در حالی که دیگران آنگونه بیان می‌کنند که عثمان آنقدر زنده بود که در بستر مرگش خبر پیروزی را شنید.

## همسران و فرزندان
عثمان یکم در طول زندگی اش دارای دو همسر با نام‌های ذیل بود:
- ملحون خاتون. دختر اومر عبدالعزیز بیگ بود. او مادر دومین شاه امپراتوری عثمانی اورهان اول و فاطما خاتون بود.
- رابعه بالا خاتون. همچنان بالا خاتون نیز نامیده می‌شود، پس برخی از مورخان بر این باور بودند که او و ملحون خاتون یک شخص بوده‌اند، در حالی که چنین چیزی نبود. او نخستین زن عثمان یکم بود. بالا خاتون دختر شیخ اده‌بالی و مادر نخستین وزیر و پاشای عثمانی علاءالدین پاشا و حلیمه خاتون بود. بالا خاتون آخرین سال‌های عمرش را نزد پدرش طی نمود و در سال ۱۳۲۴ در بیله‌جک درگذشت و سپس در کنار مزار پدرش به خاک سپرده شد.

## نگارخانه

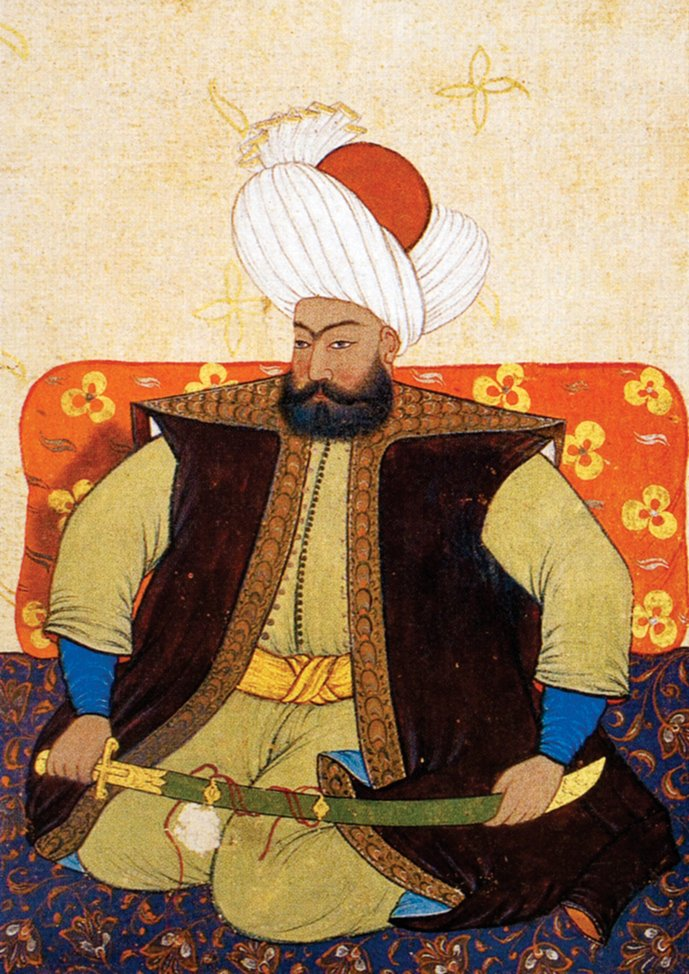
سلطان عثمان غازی
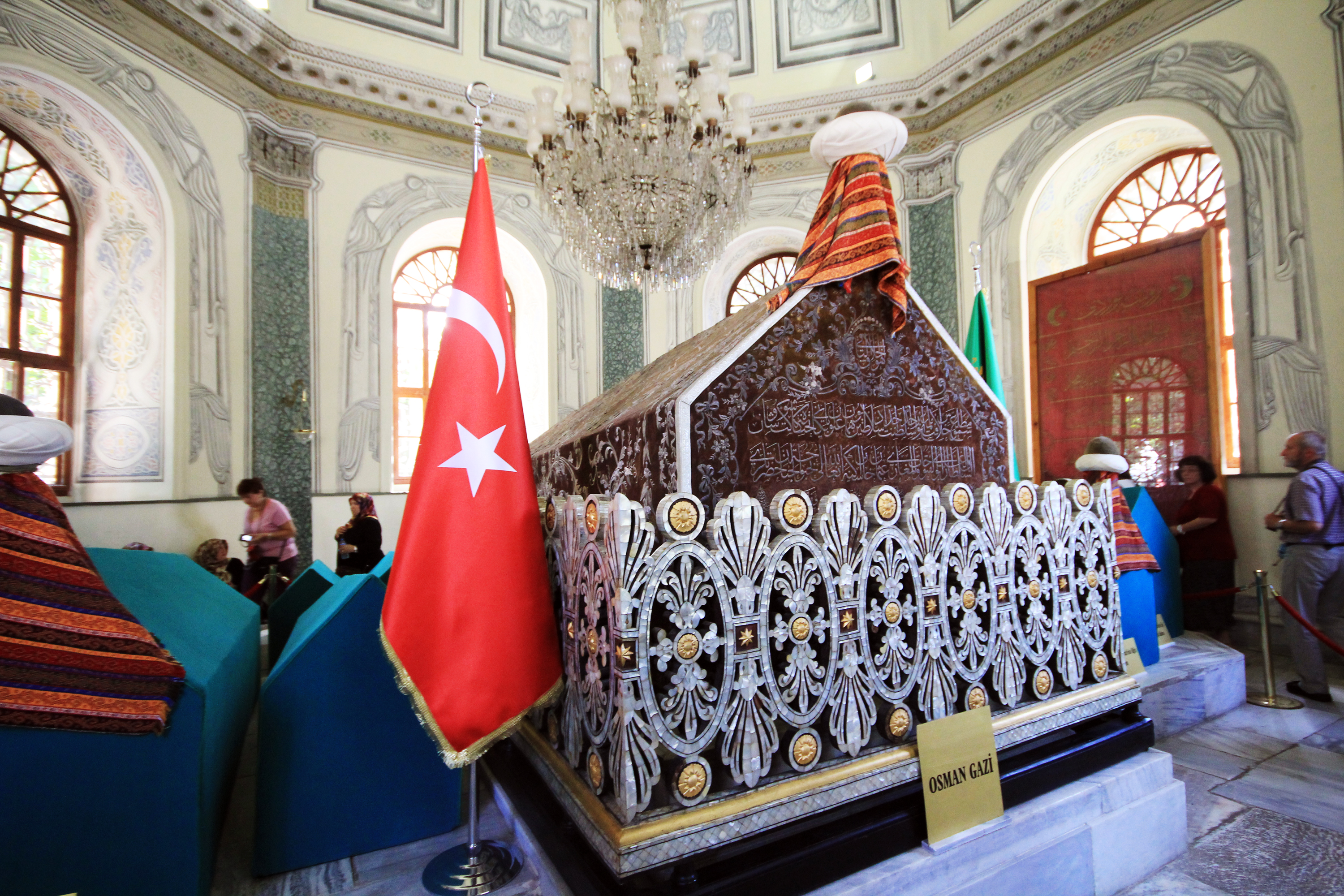
مقبره عثمان یکم، بورسا، ترکیه
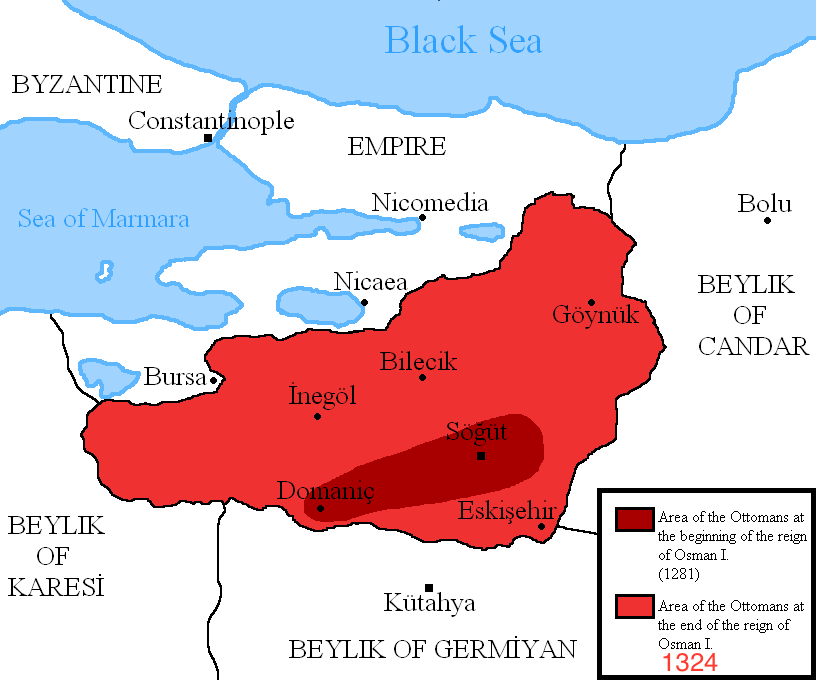
امپراتوری عثمانی در زمان عثمان یکم